# Сима Мирон
Сіма Мирон (1902, Хмельницький — 1999, Єрусалим, Ізраїль) — ізраїльський художник з українським корінням.

## Біографія
Народився у сім'ї, де підтримували сіонізм. Був одним з ініціаторів єврейської самооборони під час погрому в Проскурові.
В 1920 році Сіма Мирон вступає до Одеського художнього училища. Там його наставником стає К. Констанді. Пізніше, у 1922 році, вирушає у Дрезден, де сім років вчився і працював у Академії образотворчих мистецтв. Його вчителем був німецький художник-авангардист Отто Дікс. Після навчання залишився жити в Дрездені. Був активним учасником в політичній діяльності, за що і був засланий в Палестину. Працював театральним художником. Заснував художнню школу при Хистадруті. В 1947 митець жив в Парижі і приїжає в Ізлаїль лише для того, що б взяти участь у війні за незалежність країни. В 1952-1954 роках живе в США, де проходять його виставки. У 1962-1963 роках, вперше після заслання, повертається в Німеччинну, де зустрічає свого колишнього наставника Дікса.
Помер Сіма в 1999 році в Єрусалимі.

## Творчість
У свої роботах автор висвітлював тематику біженців та емігрантів.
Під час навчання в академії художник видає серію гравюр на дереві "Крик" (1924 р.), в якій відобразилися спогади митця про погром.
Сіма Мирон працював у новому напрямку, який в гострій експресії висвітлював проблеми "маленької людини". Ця тематика виражена в таких картинах: "Темний провулок (1929 р.); "Мати з дитиною" (1931 р.); "Похорони розстріляного робочого" (1933 р.).
Після того, як Сіма переїхав до Ізраїлю, змінилася тематика його творів, проте "сліди" експресіонізму все ж лишились («Автопортрет»1940–1941 р.) "Єрусалим після шестиденної війни, 1967р.);  У 1960-х роках у стилі художника почав проявлятися абстракціонізм: кольори стали більш світлішими та гармонічними («Рефлекси», 1962;«Старі спогади молодого художника 1989 р.)).
Сіма Мирон відмінноволодів технікою торцевої гравюри на дереві (серія "Старий Бостон" 1953 р.) та літографії (серія "Східні подорожі" 1925 р.). Також митець створив свою техніку, яка називається "колажний друк", при якому застосовується органічні матеріали різного виду ("Наречена" 1970 р.).
Колекція його робіт знаходиться у музеї Ейн Харод. Основні ретроспективи робіт Сіми були проведені у 2000 та 2001 роках у Ізраїлі.